# Ebanath
Ebanath (с англ. — «Ебанат») – украинская порнограйнд-группа, образованная в 2004 году.

## История

### Основание, дебютный альбом
Музыкальный коллектив Ebanath был образован в 2004 году на базе проекта Grindfather, также ранее исполнявшего дэтграйнд. В этом же году Dimos (вокал, гитара), при поддержке басиста Ross, сессионного гитариста Pash и вокалиста M.Xul, записывают промоматериал Moody Cloaca, который был выдержан в быстром грайнд'н'ролл направлении. В конце 2004 года записанный материал вошёл на сплит Boombasting Foolosophy & Moody Cloaca, который также содержал последнюю работу распавшегося проекта Grindfather. Запись была издана лейблами Eclectic Productions и Imbecil Entertainment тиражом в 500 экземпляров и была распродана в течение трёх месяцев, получив положительные отзывы. Запись также распространялась и в мире через такие лейблы, как Comatose Music, Displeased Records, Goregiastic, Relapse Records, Sevared, Takke, Grindethic, Danscrypt и т.д. В начале 2005 года группа отыграла своё первое концертное выступление на Metal Attack 1, выступив в родном Бердянске. Состав коллектива был следующим: Dimos (гитара, вокал), Ross (бас) и M.Xul (вокал). Ударные заменялись драм-машиной.
Осенью 2005 года Ebanath немного изменяют свою музыку, добавив в неё определённую долю дэт-метала. В это же время записывается и дебютный полноформатный альбом, получивший название That Now is Necessary for You. Зимой состав поплняется двумя новыми участниками - Max (вокал) и Chi (ударные), которые ранее вместе играли в брутал дэт-метал-группе Pus Lactation. В дальнейшем группа подготовила новый материал, в полном составе отрепетировала старые композиции, а также отрыгала множество концертов, пока в августе 2006 года лейблом DAC Productions, который предложил группе наилучшие условия, тиражом в 1000 экземпляров не был издан дебютный альбом That Now is Necessary for You. В поддержку релиза также были реализованы футболки. В этом же году Ebanath планировали выступить на фестивале Metal Heads Mission, однако, при своевременной подаче заявки, организаторы отказали группе.
В 2007 году Ebanath отправляются в одну из лучших украинских звукозаписывающих студий и записывают 22 композиции будущего второго полноформатного альбома Amoral Glamour. В этом же году группа договаривается с лейблом Fecal Junk Records, который издаёт сплит Sickz Ways to Incorrect Gynecology с группами Satsugai, Insanity Excursion, Fleischwal, Frackanus и Explosive Bowel Syndrom (Ebanath представили на нём десять своих композиций, ранее выходивших на сплите Boombasting Foolosophy & Moody Cloaca). В течение октября для трибьют-альбома группе Dead Ingection (издан лейблом Ukragh Productions) были записаны две кавер-версии - We Are All Polish и You Broke My T-Shirt.

### Сотрудничество с Coyote Records, второй альбом
С января по февраль 2008 года Ebanath записали 7 композиций для грядущего сплита с коллективами Defecal of Gerbe, Vulvulator и Tremor. Релиз был издан лейблом Coyote Records в апреле; на этом сплите Ebanath представили в меру шустрый порно-грайнд, с разнообразными гитарными риффами и стонами девушек. В октябре 2008 года группа снова участвует в сплите для Fecal Junk Recs. На этот раз на него вошли композиции 10 групп, где, помимо Ebanath, были представлены Phlegm Thrower, Anus Tumor, Hideous Bitch, Emetica, Fäkal Massaker, Keep Dreaming, Freezedried Tugjobs, Terrorazor и Clitsplit. Релиз назывался 10 Ways to Releave the World From Virgins. В октябре-ноябре - очередное участие на сплите, на который также вошли композиции групп Septicopyemia и Stickoxydal. Релиз был издан лейблом Eclectic Productions в апреле 2009 года. В январе-феврале 2009 года был записан сингл Cum's Scum, а в марте на лейбле Coyote Records вышел второй полноформатный альбом Amoral Glamour, который был положительно принят рецензентом из Dark City.
2010 год для группы начался с издания свободно скачиваемого из сети интернет EP We are the Grind.
В 2013 году вышел третий полноформатный альбом For Those Who Still Believe… In Nothing, на котором группа показала оптимальный баланс между монолитностью релиза и индивидуальностью отдельных композиций, за что данный альбом был похвален рецензентом из Dark City.

## Состав
- Dimos - гитара, вокал
- Ross - бас
- Cucumber Prince - вокал
- Chi - ударные

### Бывшие участники
- Pash - гитара (2004)
- M. Xul - вокал (2004-2006)
- Max - вокал (2006 - 2010)

## Дискография
- 2004 - Boombasting Foolosophy & Moody Cloaca (сплит с Grindfather)
- 2006 - That Now is Necessary for You
- 2007 - Sickz Ways to Incorrect Gynecology (сплит)
- 2008 - Ebanath / Defecal of Gerbe / Vulvulator / Tremor (сплит)
- 2009 - 10 Ways to Releave the World From Virgins (сплит)
- 2009 - Septicopyemia / Ebanath / Stickoxydal (сплит)
- 2009 - Amoral Glamour
- 2010 - We are the Grind (EP)
- 2013 - For Those Who Still Believe... In Nothing